# Amphimonohystera subtilis
Amphimonohystera subtilis is een rondwormensoort.